# Seznam portugalskih slikarjev
Seznam portugalskih slikarjev.

## A
- José Sobral de Almada Negreiros (1893-1970)
- Leonor de Almeida de Alorna

## B
- René Bértholo
- Carlos Botelho

## C
- Pedro Calapez
- Lourdes de Castro

## D
- António Dacosta

## G
- Nuno Gonçalves

## H
- João Navarro Hogan

## M
- José Malhoa (1855 - 1933)
- Maluda GOIH (Maria de Lourdes Ribeiro) (1934-1999)

## P
- Victor Palla (fotograf)
- António Palolo
- Columbano Bordalo Pinheiro
- Júlio Pomar
- Silva Porto
- Leonor de Almeida Portugal
- Henrique Pousão

## R
- Paula Rego 1935 - 2022
- Júlio Resende
- José Rodrigues

## S
- Maria Helena Vieira da Silva
- Amadeo de Souza Cardoso
- Nikias Spakinakis

## V
- (Joana Vasconselos)
- Francisco Vieira de Matos (o Lusitano)
- Francisco Vieira (o Portuense)
- Maria Elena Vieira da Silva (port.-brazilska)